# Neal M. Carter
Neal Marshall Carter (* 14. Dezember 1902 in Vancouver, Kanada; † 3. März 1978 in Barbados) war ein kanadischer Meeresbiologe, Kartograf, Fotograf, Bergsteiger und Vermesser. Er ist besonders berühmt für seine Erkundungen in British Columbia, insbesondere in den Coast Mountains, wo er mehrere Erstbesteigungen machte.

## Biographie
Carter wurde am 14. Dezember 1902 in Vancouver, British Columbia, geboren. Er studierte an der University of British Columbia und anschließend an der McGill University, wo er in organischer Chemie promovierte. In seinem Berufsleben war Carter Meeresbiologe, wobei er von 1930 bis 1962 in der Fischereiforschung tätig war. Durch Tom Fyles wurde er mit dem Bergsteigen und dem British Columbia Mountaineering Club bekannt gemacht. Carter blieb von 1920 bis 1926 Mitglied dieser Organisation, als er sie verließ, um Mitglied des Alpine Club of Canada zu werden.
Die Coast Mountains in British Columbia waren Carters erstes bevorzugtes Gebiet für Bergsteiger. Hier erkundete er neue Gipfel und unternahm mehrere Erstbesteigungen im heutigen Garibaldi Provincial Park. Carter war ein geschickter Vermesser, Fotograf und Kartograf und erstellte in den 1920er Jahren die ersten topografischen Karten des Garibaldi Provincial Parks und der Tantalus Range. In den 1930er Jahren erforschte Carter die Gipfel am Oberlauf der Flüsse Lillooet und Toba. Zusammen mit den Bergsteigern Alec Dalgleish, Alan Lambert und Eric Brooks versuchte Carter 1934 die Erstbesteigung des Mount Waddington. Ihr Versuch endete am 26. Juni 1934 mit einer Tragödie, als Dalgleish in den Tod stürzte, weil sein Kletterseil von einem scharfkantigen Felsen durchtrennt worden war.
In den frühen 1940er Jahren untersuchte Carter die Seven Sisters Peaks, ein mehrgipfliges Bergmassiv in der Nähe von Smithers in den Bulkley Ranges der Interior Mountains. Er war der Erste, der den Weeskinisht Peak, den höchsten Punkt der Seven Sisters Peaks, bestieg. Die Erstbesteigung von Monmouth Mountain und Mount Gilbert, zwei Gipfeln in den Coast Mountains, wurde von Carter in den 1950er Jahren durchgeführt. 1974 wurde Carter zum Ehrenmitglied des Alpine Club of Canada ernannt. Außerdem wurde er für seine Kartierungsarbeiten zum Fellow der Royal Canadian Geographical Society ernannt. Carter starb am 15. März 1978 während eines Urlaubs auf Barbados in der Karibik, wo er sich beim Tauchen zwischen Korallenriffen erholen wollte. Der Mount Neal und der Carter-Gletscher am Nordende des Garibaldi Provincial Parks wurden ihm zu Ehren benannt.

## Erstbesteigungen
- 1921: Grizzly Mountain – Nordkamm
- 1922: Isosceles Peak
- 1923: Wedge Mountain
- 1923: Diavolo Peak
- 1923: Angelo Peak
- 1923: Mount James Turner
- 1929: Mount Davidson
- 1931: Mount Job
- 1931: Capricorn Mountain
- 1931: Devastator Peak
- 1931: Mount Meager
- 1931: Plinth Peak
- 1931: Pylon Peak
- 1941: Weeskinisht Peak
- 1951: Monmouth Mountain
- 1954: Mount Gilbert